# Proboscina floridana
Proboscina floridana är en mossdjursart som först beskrevs av Ferdinand Canu och Ray Smith Bassler 1928.  Proboscina floridana ingår i släktet Proboscina och familjen Oncousoeciidae. Inga underarter finns listade i Catalogue of Life.